# ハルビン南崗キリスト教会

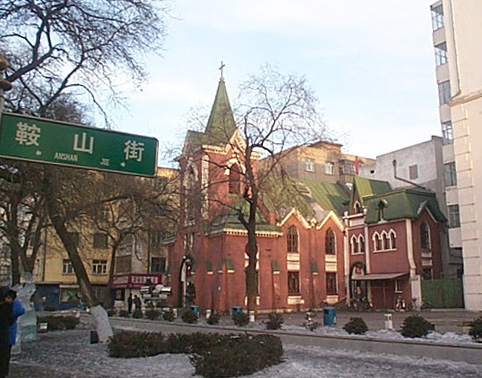
ハルビン南崗キリスト教会の外観（2002年）

ハルビン南崗キリスト教会 （はるびんなんこうきりすときょうかい、哈尔滨南岗基督教会）はハルビン市内にあるプロテスタント教会で、1919年に建設された由緒ある建築で、この地域のプロテスタント教会の活動中心のひとつになっている。

## 概要
ハルビン南崗キリスト教会はハルビン市内にあるプロテスタント教会で、この地域のプロテスタント教会の活動中心のひとつになっている。住所はハルビン市南崗区東大直街252号で、ここは紅博広場から北東へ東大直街をいったところの「教会通り」にある。

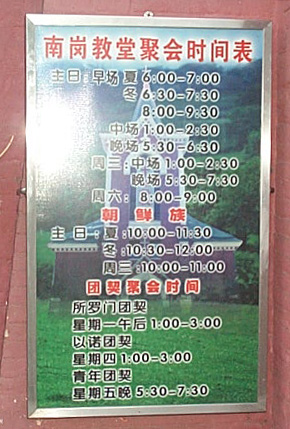
ハルビン南崗キリスト教会の活動（2002年）

1919年に建設された由緒ある建築で、この地域のプロテスタント教会の活動中心のひとつになっている

## 沿革
- 1901年、東清鉄道の　進行に伴い、ハルビンにドイツ人が来るようになり、この近くにバプテスト教会を作ったのがハルビンのプロテスタント教会の始まり
- 1914年、ここにドイツ人がルーテル教会を設立
- 1916年、ルーテル教会が現在の教会建物（尼埃拉依教堂と呼ばれた）を建設[1]
- 1967年、閉鎖
- 1980年、礼拝を再開

## 参考
1. ↑  尼埃拉依教堂